# Mitsubishi Ki-1
Mitsubishi Ki-1 là một loại máy bay ném bom của Nhật Bản, do hãng Mitsubishi chế tạo cho Lục quân Đế quốc Nhật Bản trong thập niên 1930.

## Biến thể
- Ki-1-I (Máy bay ném bom hạng nặng Lục quân Kiểu 93-1)
- Ki-1-II (Máy bay ném bom hạng nặng Lục quân Kiểu 93-2)

## Quốc gia sử dụng

### Quân sự
Nhật Bản
- Không quân Lục quân Đế quốc Nhật Bản

## Tính năng kỹ chiến thuật (Ki-1-I)
Dữ liệu lấy từ The Encyclopedia of World Aircraft
Đặc điểm tổng quát
- Kíp lái: 4
- Chiều dài: 14.8 m (48 ft 6½ in)
- Sải cánh: 26.50 m (86 ft 11¼ in)
- Chiều cao: 4.92 m (16 ft 1.68 in)
- Diện tích cánh: 90.74 m2 (976.72 ft2)
- Trọng lượng rỗng: 4.880 kg (10.759 lb)
- Trọng lượng có tải: 8.100 kg (17.857 lb)
- Powerplant: 2 × Ha-2-2, 701 kW (940 hp) mỗi chiêc mỗi chiếc

Hiệu suất bay
- Vận tốc cực đại: 220 km/h (137 mph)
- Trần bay: 5.000 m (16.404 ft)

Vũ khí trang bị
- 3× súng máy 7,7 mm (0.303 in)
- 1.500 kg (3.307 lb) bom